# メガドントスクス
メガドントスクス（学名：Megadontosuchus）は、インドガビアル上科に属する絶滅したワニの属。かつてはケンティスクスと共に最古級のトミストマ亜科の属として扱われていた。化石はイタリアの始新統から産出しており、ヴェローナ県の Monte Duello で発見されている。単型（モノタイプ）であり、タイプ種は Megadontosuchus arduini である。本種は1880年に最初に命名されたものの、当時はCrocodilius属（現在のクロコダイル属 Crocodylus）として扱われていたため、新属としての記載・命名は1955年に古生物学者チャールズ・C・ムックが新属を設立するまで待つこととなった。1880年にメガドントスクスのホロタイプは指定されていなかったため、2007年にレクトタイプが指定された。

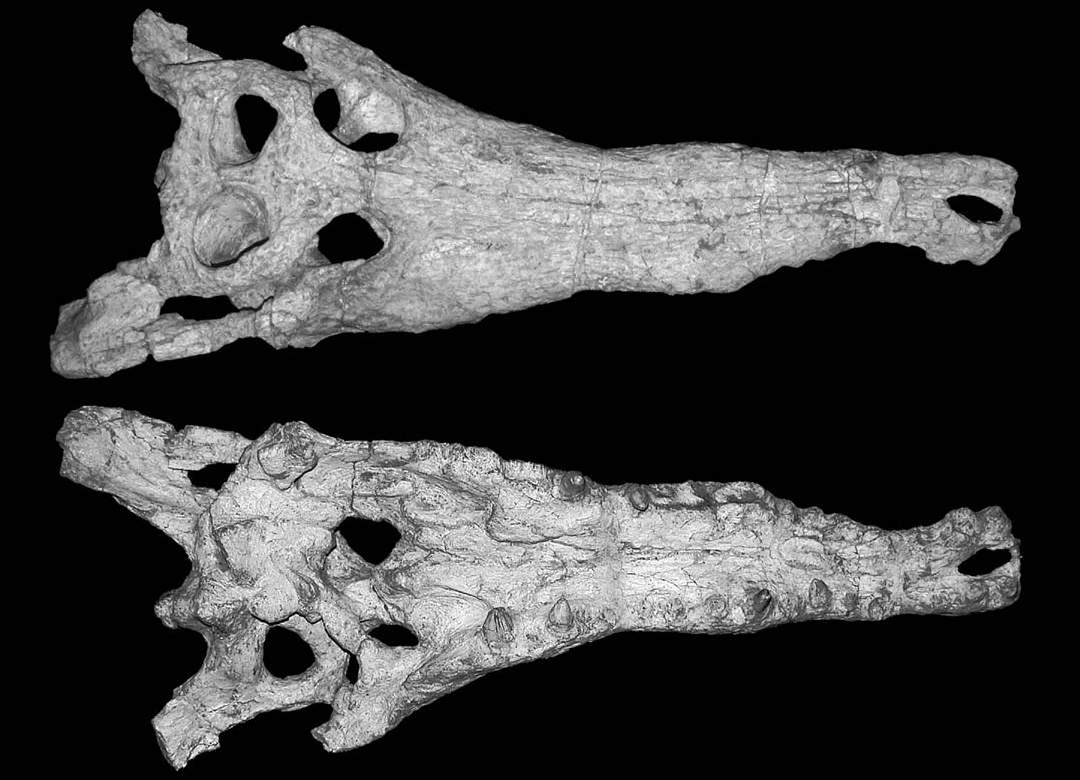
背側と腹側から見た頭蓋骨

他の伝統的なトミストマ亜科と比較して吻部が頑強であり、また学名に示されるように歯も非常に大型であり、かつ頭蓋天井の上側頭窓も大型である。